# Бальони, Родольфо II
Родольфо II Бальони (итал. Rodolfo II Baglioni; 1 июля 1518, Перуджа, синьория Перуджа — 24 марта 1554, Кьюзи, Сиенская республика) — представитель рода Бальони, синьор Перуджи в 1531—1540 годах, граф Спелло и Беттоны в 1531—1554 годах с небольшими перерывами.
Кондотьер на службе у Флорентийской республики и Флорентийского герцогства. Генерал-капитан кавалерии. Участник Итальянской и Сиенской войн.

## Ранние годы
Родился 1 июля 1518 года или в июле 1512 года в Перудже в семье синьора Перуджи и графа Спелло и Беттоны Малатесты IV Бальони и донны Мональдески Мональдески, представительницы дворянского рода из Орвьето.
В 1529 году, в возрасти одиннадцати лет, вместе с отцом поступил на службу к Флорентийской республике. По контракту он командовал отрядом из пятидесяти всадников, получая оплату в двести пятьдесят флоринов. Участвовал в битвах флорентийцев против имперской и папской армий.
Родольфо II Бальони был женат на Костанце Вителли, представительнице дворянского рода из Читта-ди-Кастелло, в браке с которой у него родились два сына — Джампаоло II Бальони и Родольфо III Бальони. Его супруга была дочерью кондотьера Вителло Вителли.

## Кондотьер
После смерти отца в декабре 1531 года Родольфо наследовал ему в графстве Спелло и Беттоны и синьории Перуджи. Стремясь упрочить папскую власть в Перудже, римский папа Климент VII приказал своему комиссару изгнать наследника Малатесты IV из города, вместе со всеми его сторонниками. В январе 1532 года папский комиссар передал Родольфо повеление лично явиться к понтифику. По дороге в Рончильоне кондотьеру передали ещё одно повеление, не возвращаться в Перуджу. Когда Родольфо во главе своих отрядов подошёл к Риму, ему запретили входить в город, и он удалился в Беттону. В ответ понтифик объявил его мятежником и отобрал пушки, которые отец кондотьера забрал у флорентийцев.
В феврале 1532 года Браччо и Сфорца Бальони, сторонники римского папы в Перудже, начали судиться с Родольфо, с целью лишить его имущества в городе. Интересы кондотьера и других изгнанников в суде представлял известный местный поэт Лоренцо Спирито. В мае 1532 года римский папа отобрал у Родольфо его владения, но уже в июле того же года принял кондотьера на службу и всё вернул. Родольфо прибыл в Перуджу, откуда, по поручению римского папы, отправился оборонять Спелло. В 1533 году матери и сёстрам кондотьера из-за действий его противников пришлось покинуть Перуджу и поселиться в Фулиньо.
В сентябре 1534 года, после смерти римского папы Климента VII, Родольфо предпринял попытку вернуть себе город. В кровопролитном сражении при Фонтеново он потерпел поражение от Камилло Кампаньи и Анджело да Тоди. Однако уже в октябре — ноябре того же года, объединившись с Джампаоло Бальони и Чекко и Бино Манчино Синьорелли, Родольфо одержал победу в сражении при Сан-Пьетро. Он прорвал оборону Перуджи и ворвался в город с тысячей пехотинцев, разбил папский гарнизон и взял в плен Камилло Кампанью; Анджело да Тоди удалось сбежать. Папский вице-легат епископ Террачины Чинцио Филонарди был зарезан; его ближайших слуг подвергли пыткам, чтобы узнать, куда они спрятали деньги, а после казнили на площади, отрубив им головы. Сторонники Родольфо подожгли дворцы вице-легата и приоров, с целью скрыть доказательства своих преступлений. Однако Родольфо не смог взять Беттону и потерпел поражения в ряде последующих стычек. На переговоры с кондотьером в Перуджу прибыл его друг Джованни Франческо Орсини, граф Питильяно. Стороны пришли к соглашению, по которому Родольфо возвращал Перуджу римскому папе Павлу III и поступал на службу к Флорентийскому герцогу Алессандро Медичи. Ему также запрещалось приближаться к Перудже на расстояние менее шестидесяти пяти километров. В декабре 1534 года кондотьер переехал в Альвиано. В сентябре следующего года понтифик запретил ему приближаться к Перудже на расстояние менее восьмидесяти километров.

### На службе у герцогов Флоренции
Командуя отрядом с девятистами всадников, Родольфо сражался с противниками Флорентийского герцога в Монтемурло. После убийства Алессандро Медичи он поступил на службу к его преемнику. Кондотьер присутствовал на возведении Козимо I Медичи в герцоги Флоренции, о чём свидетельствует фреска с изображением Родольфо работы Джорджо Вазари в одной из комнат Старого дворца.
В 1538 году римский папа Павел III простил кондотьера и вернул ему графство Спелло и Беттоны. Через два года между Римом и жителями Перуджи возник конфликт, и перуджийцы попросили Родольфо командовать обороной города. Кондотьер не хотел портить отношения с понтификом, но всё-таки согласился помочь перуджийцам, и 16 мая 1540 года вступил в город, получив звание «Освободителя». Папская армия двигалась к городу через Понте-Сан-Джованни. Под командованием Родольфо перуджийцы нанесли противникам поражения в битвах при Фонтенуово, Борго Сант’Антонио и Монтелуче. Однако из-за проблем с продовольствием и отсутствием достаточного финансирования город был вынужден прекратить сопротивление. Капитуляцию перуджийцев, с условием не причинять вреда жизни горожан и их имуществу, 4 июня 1540 года принимал папский комиссар Джироламо Орсини. Сам Родольфо, не смотря на объяснения, которые он направил в письменном виде кардиналу Алессандро Фарнезе, чтобы тот передал их понтифику, снова утратил свои владения и вернулся на службу к Флорентийскому герцогу.
В 1543 году ему поручили усилить оборону Вольтерры и окрестных территорий. В 1544 году в звании генерал-капитана кавалерии войска Флорентийского герцога Родольфо участвовал в сражении при Черезоле против французов, во время которого кондотьеру нанёс поражение маршалл Терм. Раненный Родольфо перестроил свои ряды и не позволил противнику под командованием графа д’Энгиена пробиться к Милану. В июне 1544 года кондотьер победил Пьеро Строцци в сражении между Нови и Серравалле. Затем он прибыл в Регенсбург, где в составе кавалерии Флорентийского герцога поступил под командование императора Карла V и участвовал в сражениях Шмалькальденской войны.
По просьбе римского папы Юлия III кондотьер участвовал во взятии Кастро. В благодарность 16 октября 1551 года понтифик вернул Родольфо все его владения. 10 ноября того же года кондотьер вошёл в Перуджу. 7 сентября 1552 года он передал правление над феодами Леоне Бальони на время своего отсутствия, а сам опять вернулся на службу к Флорентийскому герцогу. Родольфо стоял на позициях в Колле-Валь-д’Эльзе и Сан-Джиминьяно на случай нападения со стороны французов. Во время Сиенской войны в 1553 году под его командование, кроме кавалерии Флорентийского герцога, поступили отряды из Кортоны, Ареццо, Монтепульчано и Валь д’Арно. Он отвечал за оборону Пизы и Вольтерры, Стаджи и Монтепульчано. 2 июля 1553 года участвовал во взятии Айуолы и Лучиньяно. В операции по захвату Сиены, которую герцог Флоренции планировал осуществить в конце 1553 года, Родольфо во главе трёх тысяч пехотинцев должен был войти во Вальдикьяну и занять Кьюзи, Пиенцу и Монтальчино, после чего под Сиеной объединиться с армией во главе с маркграфом Мариньяно и штурмовать город. Но ни кондотьер, ни другие участники операции не справились ни с одной из поставленных перед ними задач.

## Смерть
В марте 1554 года Родольфо, под командованием Асканио делла Корния, сражался в Вальдикьяне. Когда решение о штурме Кьюзи стало известно сиенцам во главе с Джоваккино Гуаскони, последние, вместе с французами, устроили засаду и внезапно напали на флорентийцев, когда те прошли по мосту через Кьяну. Сиенцы заняли мост и перекрыли противнику отступление. Во время этого боя, 24 марта 1554 года, Родольфо был убит выстрелом из аркебузы. Его останки покоятся в базилике Святого Доминика в Перудже.